# Elegante Reisratte

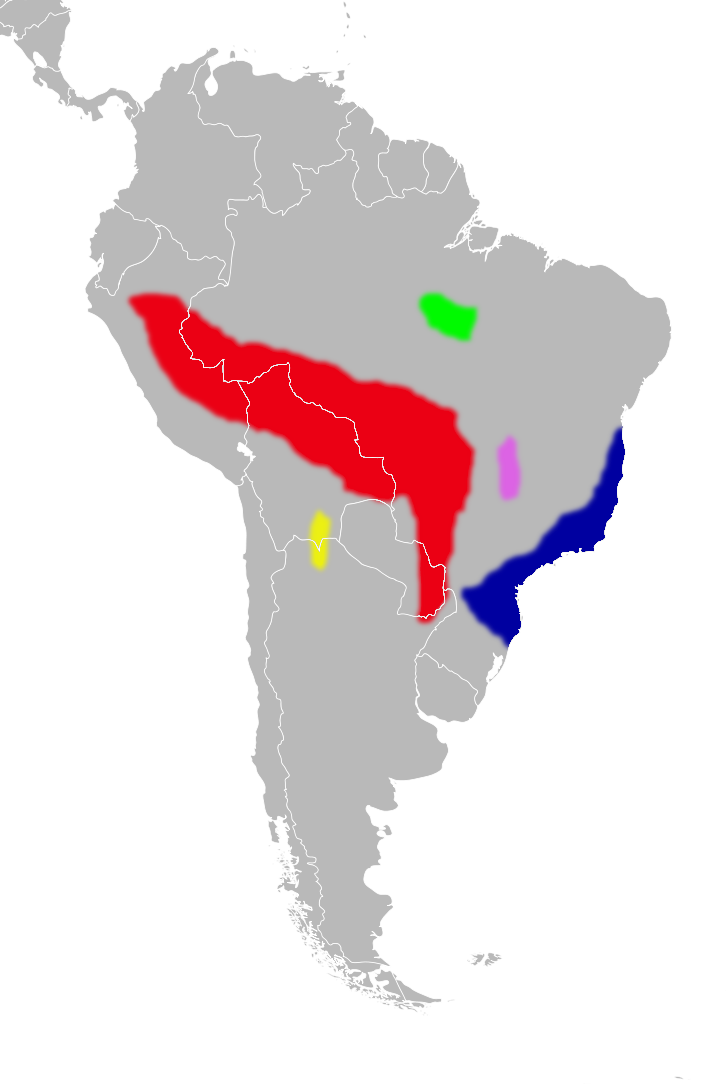
Verbreitungsgebiet der Arten in der Gattung Euryoryzomys, Elegante Reisratte in rot

Die Elegante Reisratte (Euryoryzomys nitidus) ist ein in Südamerika verbreitetes Nagetier in der Familie der Wühler. Die Population wurde längere Zeit in die Gattung der Reisratten (Oryzomys) eingeordnet und zählte zeitweilig als Synonym von Oryzomys megacephalus.

## Merkmale
Erwachsene Exemplare sind ohne Schwanz 106 bis 163 mm lang und der Schwanz ist mit 113 bis 160 mm etwa gleich lang. Die Oberseite ist mit kurzem, dichtem Fell bedeckt, das eine braune Farbe mit rosa Tönung aufweist. An den Seiten des Kopfes und des Rumpfes kommen zusätzlich ockerfarbene Schattierungen vor. Weitere Kennzeichen sind eine grauweiße Unterseite und ein einfarbiger Schwanz, der nur auf der Unterseite der Spitze ein paar Punkte hat. Auf den Oberseiten von Vorder- und Hinterpfoten sind weiße Haare vorhanden, die größtenteils die Krallen bedecken. Die Vibrissen reichen etwa zu den Ohren, wenn sie zurückgebogen werden.

## Verbreitung und Lebensweise
Das Verbreitungsgebiet erstreckt sich über den Osten Perus, das nordöstliche Bolivien sowie über angrenzende Regionen Brasiliens. Die Art lebt im Flachland und an den östlichen Hängen der Anden zwischen 50 und 2000 Meter Höhe. Sie bevorzugt ursprüngliche immergrüne Tropenwälder und besucht gelegentlich Sekundärwälder. Auf Grasflächen ist die Art sehr selten.
Die Exemplare halten sich auf dem Boden auf.

## Gefährdung
Die IUCN listet die Elegante Reisratte als nicht gefährdet (least concern) aufgrund fehlender Bedrohungen und einer stabilen Gesamtpopulation.